# Илимск
Илимск (первоначально Илимский или Илимской острог) — бывший город, основанный на реке Илиме (приток Ангары) в 1630 году. Официально прекратил существование в 1974 году в связи с затоплением водами водохранилища Усть-Илимской ГЭС.

## История

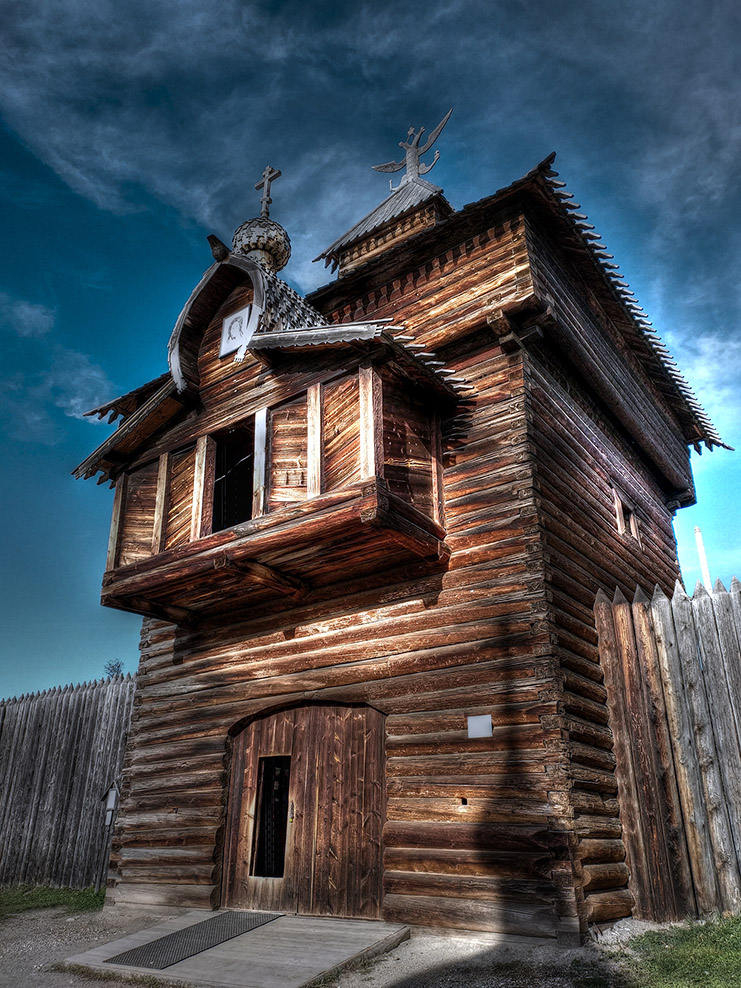
Спасская башня Илимского острога, 1667; музей в Тальцах

Русские казаки впервые вышли на реку Илим летом (1627). Казачий атаман Иван Галкин открыл (1630) удобный сухопутный путь из бассейна реки Ангара на реку Лену, ставшей впоследствии главной артерией переправки грузов на север и получившей название «Ленский волок». В том же году, в месте, откуда начинался Ленский волок на берегу реки Илим, И. Галкин построил зимовье, которое из-за его важного местоположения вскоре превратился в острог. Илимской острог стал (с 1649) центром самостоятельного Илимского воеводства и представлял собой в это время укрепление общей длиной 119,5 сажен с двумя башнями — проезжей и глухой.
Острог сгорел (1666) и год спустя воевода Сила Осипович Аничков (Оничков) заложил его вновь на другом более удобном месте, отстоящем 655 саженей от старого. Новый острог с бревенчатым тыном имел длину 319 саженей, с 8 башнями, из которых 3 были проезжими. Они были поставлены между пряслами острожных стен: с западной стороны при въезде по дороге из Енисейска — Спасская башня. С южной стороны обращённая к реке Илим — Знаменская (или Богоявленская ?) башня. С восточной стороны, по направлению к месту старого, сгоревшего острога — Введенская (по другим источникам Никольская) башня. Все три башни имели во втором ярусе надвратные часовни «на свесе» — в виде небольших консольных закрытых объёмов.
В 1673 году возведена Церковь Введения во Храм Пресвятой Богородицы («лета 7181 (1673) построена сия церковь»).
Больше ста лет Илимское воеводство держало в своих руках все нити управления и хозяйства на землях, простиравшихся от устья Илима на севере до верховьев Лены на юге, от Киренска на востоке до Тулуна на западе. Илимск, Ленский волок, Усть-Кут целое столетие сохраняли положение порта и центра огромного района от ангарских порогов до Байкала.
Даже когда был найден другой выход на Лену через Иркутск и Качуг, когда центром Прибайкалья и Ангаро-Ленского края стал Иркутск, Илимск продолжал служить воротами на северо-восток Сибири, базой снаряжения многих отрядов исследователей и путешественников.

Горсть северно-русского крестьянства, перенесённая волей судеб на Илим, показала изумительный образец уменья в тяжелых условиях горно-таёжного края быстро и навсегда утвердить русскую государственность. За какие-нибудь 60−80 лет закладываются почти все селения, существующие и теперь, создаётся устойчивое земледелие, открываются водно-волоковые дороги, вниз по Лене направляются наполненные илимским хлебом барки и дощаники, ведётся собственное солеварение и курится вино. В неведомом до сих пор крае налаживается согласованный ход хозяйства Илимского воеводства.
— Шерстобоев В.Н. Илимская пашня
В 1708 году город Илимской был включён в состав учреждённой Сибирской губернии.
По переписи 1723 г. в Илимском воеводстве числилась 7871 «душа» мужского пола (кроме служителей культа, военнопленных и туземцев). Жители занимались земледелием, скотоводством, охотой и другими промыслами. Одним из первых земледельцев в долине Илима и Верхней Лены был Ерофей Павлович Хабаров (1610−1671). Об этом свидетельствует его челобитная на имя царя, написанная около 1639 г., в которой он сообщал о заведении по берегам Лены соляных промыслов и пашни. Под его руководством начали варить соль. В крае была построена мельница. Через три года Ерофей Хабаров продавал казне до 1000 пудов зерна и до 3000 пудов соли. Русская пашня постепенно появилась на всей территории Прибайкалья. К концу XVII в. здесь было уже 300 сел и деревень. Крестьяне распахали более 15 тыс. десятин земли. В начале XVIII в. из Илимского воеводства вывозилось до 25 тыс. пудов товарного хлеба. С 1652 по 1722 г. количество крестьянских хозяйств увеличилось с 136 до 924.
Через Илимск проходили экспедиции братьев Лаптевых (море Лаптевых), С.Дежнёва (Северный морской путь), сына боярского по Илимскому воеводству Ерофея Хабарова (Хабаровск). Тяжелобольной император Пётр I собственноручно написал «Наказ» для экспедиции, которая в историю вошла под названием Великой Камчатской. Базой, перевалочным пунктом экспедиции стал Илимский острог. Беринг с командой пробыли в Илимске до конца весны 1726 г. В Илимске проходила подготовка судов и заготовка провианта и денег для передвижения в Якутск и далее на восток. Во время этой, Первой Камчатской экспедиции (1725−1730), Витус Беринг завершил открытие северо-восточного побережья Азии. Три года спустя ему было поручено возглавить Вторую Камчатскую экспедицию, в ходе которой Беринг и Чириков должны были пересечь Сибирь и от Камчатки направиться к Северной Америке для исследования её побережья. Всего, вместе с подготовкой, экспедиция заняла 8 лет (1734−1742). Снаряжалась эта экспедиция снова в Илимске. Движение огромной по составу экспедиции (примерно 2000 человек) начал капитан М.П. Шпанберх со своей командой. В.Беринг подключился к ней чуть позднее, а до того вел подготовительные работы по делу новой экспедиции. Вопрос доставки продовольствия являлся наиболее важным вопросом Великой Северной экспедиции и поглощал едва ли не главную долю энергии и внимания, как самого Беринга, так и его спутников. Опубликованные недавно впервые подлинные донесения Беринга свидетельствуют об этом с полной очевидностью. Ежегодно для экспедиции требовалось провианта не менее 16 тысяч пудов. И именно илимская пашня сыграла важнейшую роль в снабжении продовольствием экспедиции В.Беринга. В ходе её, после множества тяжелых испытаний и опасных приключений, Беринг достиг Америки. Увы, Беринг не успел описать экспедицию — за него это сделал оставшийся в живых его помощник Свен Ваксель. Но картами двух русских экспедиций пользовались впоследствии все европейские картографы. Первый мореплаватель, подтвердивший точность исследований Беринга, знаменитый Джеймс Кук, отдавая дань уважения русскому командору, предложил назвать именем Беринга пролив между Чукоткой и Аляской — что и было сделано.

## Символика
В «Книге служебной чертёжной» (1699—1734 гг.), Семёна Ремезова имеется описание печати Илимского острога: «выдра, верх ея звезда, высподе стрела, а около вырезано: „Печать государева земли Сибирские волоку Ленского Илимскаго острогу“». («Роспись государевым царевым и великого князя Михаила Федоровича всея Руссии сибирским печатем, какова в которых городех и острогах и в которой печати что вырезано и подписано. В лето 7143 году»- 1635 г., дополнения возможно более поздние).
В росписи 1692 года дана новая печать: «Под соболем стрела, а над соболем репей», а около вырезано: «Печать государева Ленского волоку Илимского острога»".

## Известные жители
С 1679 по 1683 гг. воеводой был знаменитый князь Иван Петрович Гагарин, родственник царя Алексея Михайловича, которому князь подражал буквально во всём. Поэтому его воеводский двор в Илимском остроге напоминал в миниатюре дворец царя в Коломенском.
С 10 сентября 1691 г. по 15 сентября 1694 г. Илимским воеводством, которое по площади было сравнимо с территорией современной Италии, управлял Г. Ф. Грибоедов, пращур писателя А. С. Грибоедова.
В Илимск в 1735 году был выслан прадед Н. В. Гоголя полковник В.Танский, бывший приближенным гетмана Скоропадского.
В Илимск был сослан генерал-адъютант шведского короля Карла XII О. Канифер, взятый в плен русскими казаками в августе 1708 года во время Северной войны и которого лично допрашивал Петр I. По отзывам современников, Карл XII очень ценил своего адъютанта. Мартин Канифер будучи весьма образованным для своего времени человеком, имел довольно широкий круг знакомств среди жителей Приилимья, играя далеко не последнюю роль в жизни города, где занимался производством и распространением алкоголя.
В донесении таможенного головы Андрея Калашникова и ларёшного Фёдора Серебреникова, написанном в октябре 1719 года, есть отчёт о расходе дрожжей и хмеля на винокурение. Калашников просит воеводу оплатить это сырьё, взятое у разных лиц; среди перечислений значится: «да шветцкого полону у генерала отъютанта Канифера на винные браги хмелин и дрозжей 22 ушата (по 5 вёдер)». Воевода велел оплатить по два алтына за ведро. Так генерал блестящей шведской армии оказался связанным с кабацким делом где-то на краю света, в неведомом Илимском воеводстве.
В Илимске с 1792 год по 1796 год отбывал ссылку писатель Александр Радищев. В Илимск к Радищеву приехала с его младшими детьми Елизавета Васильевна Рубановская, сестра его умершей жены, позднее они здесь же поженились. В апреле 1792 года у них родилась дочь, в январе 1795 года — другая дочь, а 3 сентября 1796 года — сын.

## Воеводы Илимска
| Года правления | ФИО                                                            | Примечания                                                     |
| -------------- | -------------------------------------------------------------- | -------------------------------------------------------------- |
| До 1647        | Посылаемые из Якутского острога приказные люди и дети боярский | Посылаемые из Якутского острога приказные люди и дети боярский |
| 1647-1651      | Шушерин, Тимофей Васильевич                                    | Первый воевода из Москвы, умер на воеводстве                   |
| 1651-1652      | Львов Андрей и Кондаков Михаил                                 | Исправляли должность до приезда воеводы                        |
| 1652-1656      | Аладьин Богдан Денисович                                       | Московский дворянин                                            |
| 1656-1659      | Бунаков Пётр Андреевич                                         | Стряпчий                                                       |
| 1659           | Вындомский Тихон Андреевич                                     |                                                                |
| 1664           | Обухов Лаврентий Андреевич                                     |                                                                |
| 1665           | Расторгуев-Сандалов Алексей Ларионович                         | Исполнял обязанность временно                                  |
| 1666-1676      | Аничков Сила Осипович                                          | Стряпчий, отстроил острог после пожара                         |
| 1676-1679      | Зубов Иван Дмитриевич                                          | Стольник                                                       |
| 1679-1683      | Гагарин Иван Петрович                                          | Князь                                                          |
| 1683-1689      | Змеев Илья Андреевич                                           |                                                                |
| 1686           | Павлов Фёдор Михайлович                                        |                                                                |
| 1686           | Пятово Еремей Ларионович                                       |                                                                |
| 1693           | Грибоедов Григорий Фёдорович                                   | Стольник                                                       |
| 1693-1695      | Челищев Богдан Афиногенович                                    | Стольник                                                       |

## Археология
При строительстве Ангарского каскада ГЭС острог попал в район затопления Усть-Илимского водохранилища. Часть построек была разобрана жителями, большая часть сожжена. Перед затоплением, с 1967 по 1975 годы проводились археологические раскопки на территории села. Спасская проезжая башня (1667 г. постройки) и Казанская привратная церковь (1679 г. постройки) из острога были перевезены в Иркутский архитектурно-этнографический музей «Тальцы», расположенный в 47 км от Иркутска. В настоящее время в музее реконструирована южная стена Илимского острога.